# SPIE Global Services Energy
 (octobre 2014).
Si vous disposez d'ouvrages ou d'articles de référence ou si vous connaissez des sites web de qualité traitant du thème abordé ici, merci de compléter l'article en donnant les références utiles à sa vérifiabilité et en les liant à la section « Notes et références ».
SPIE Global Services Energy est la filiale internationale de spécialité du groupe européen SPIE, opérant dans le domaine des services auprès des acteurs de l'industrie du pétrole, du gaz et des énergies renouvelables.

## Présentation
SPIE Global Services Energy, anciennement SPIE Oil & Gas Services, est créé en 2004 à la suite du regroupement de trois sociétés : Enertech, Ipedex et Foraid. La première entité est une filiale de SPIE, la seconde est une ancienne filiale commune de l’IFP et de Technip, et la dernière filiale de Suez. 
L’entreprise a ensuite racheté en 2017 GEMCO International, puis Plexal Group, entreprise australienne d'Ingénierie Pétrolière et Gazière, fin 2012. 
En décembre 2023, la filiale fait l'acquisition de Correll Group, acteur majeur des services d'ingénierie, d'installation et de maintenance dans le secteur de l'éolien offshore. 
Le 1er janvier 2024, l'entreprise est renommée SPIE Global Services Energy. 
SPIE Global Services Energy opère dans plus d'une vingtaine de pays répartis sur quatre continents : Europe, Afrique, Moyen-Orient, Asie-Pacifique et Etats-Unis.